# Кораблекрушение «Джонатана»
«Кораблекрушение „Джонатана“» (фр. Les naufragés du "Jonathan") — роман в жанре социальной драмы, написанный в 1897 году Жюлем Верном под названием «В Магеллании». Более ранние авторские варианты названия — «Огненная Земля» и «На краю света».

## Две версии романа

### Версия Мишеля Верна
Книга не публиковалась при жизни писателя. Сын Верна, Мишель, значительно переделал и расширил роман. Его версия вышла в 1909 году под названием «Кораблекрушение „Джонатана“». Если в оригинальной рукописи роман включал в себя 16 глав, то в версии Мишеля Верна их 31; книга появилась в двух томах. Хотя некоторые тогдашние обозреватели хвалили книгу за удачное соединение приключенческой интриги с моральной аллегорией, публикация спровоцировала ожесточенную полемику: читатели не узнавали в книге авторскую манеру Жюля Верна.

### Версия Жюля Верна
Пьеро Гондоло делла Рива обнаружил оригинальную рукопись в 1977 году, разбирая семейные архивы издателя Этцеля. Первая публикация оригинальной версии (ограниченным тиражом) состоялась в 1987 году стараниями Общества Жюля Верна. В романе сильнее, чем в других произведениях Верна, выражена политическая тема (критика анархизма и социализма). Главный герой, анархист Кау-Джер, не выглядит абсолютно несимпатичным персонажем; более того, в конце романа он внутренне преображается и приходит к Богу (в версии Мишеля Верна просветление главного героя устранено).

## Сюжет (по версии Мишеля Верна)
Отшельник и анархист Кау-Джер проживает на острове Исла-Нуэва архипелага Огненная Земля. Однажды он узнаёт, что правительства Чили и Аргентины пришли к соглашению и разделили архипелаг. Кау-Джер отправляется со своими друзьями-индейцами на мыс Горн, где видят терпящий бедствие парусник «Джонатан». На его борту находятся переселенцы, получившие у правительства Португалии концессию в бухте Лагоа. Кау-Джер принимает управление повреждённым судном, но парусник всё же разбивается у скал острова Осте. Кау-джер, будучи незаурядным человеком и прирождённым лидером, организует выгрузку грузов на берег и зимовку потерпевших бедствие на острове. Однако он, являясь анархистом, отказывается возглавить людей, поскольку это противоречит его принципам. На выборах губернатора побеждает демагог Боваль.
Колонист Ривьер, которого отправили за помощью в Пунта-Аренас, приносит для потерпевших бедствие предложение чилийского правительства остаться на острове и основать колонию, которая будет пользоваться полной независимостью от Чили. Проведя голосование, колонисты решают остаться. Многие отправляются заселять центральные районы острова, однако часть из них постепенно возвращается обратно в поселение Либерию. Население посёлка начинает голодать, смутьяны устраивают своеобразные продразвёрстки фермеров (после чего те, разорившись, тоже возвращаются в посёлок). Получив сокрушительный отпор от некоторых фермеров, перепившиеся смутьяны поднимают открытый мятеж и свергают губернатора Боваля. Жители Либерии, спасаясь от насилия и пожара, бегут в Новый посёлок. Несколько здравомыслящих колонистов едва ли не силой заставляют Кау-джера принять власть над колонией. Вчерашний анархист даёт согласие, принимая диктаторскую власть.
Диктатор устраивает повальный обыск, национализирует продовольствие и выдаёт пайки, ликвидируя угрозу голода, создаёт законы и рабочие места, что обеспечивает рост благосостояния колонии. Не все колонисты рады жёстким мерам Кау-Джера  но ему удаётся предотвратить несколько политических заговоров. Один из смутьянов бежит в Патагонию, где, попав в рабство к  индейцам, рассказывает о богатствах Либерии. Индейцы отправляются в поход и осаждают Либерию. Предатель Паттерсон соглашается за деньги провести врагов ночью в город. Кау-Джер раскрывает заговор и отражает нашествие.
Вскоре на острове Осте находят золото. Колонисты бросают работу, на остров устремляются толпы золотоискателей и авантюристов со всех концов света. Неорганизованные старатели быстро разлагаются морально, переходя к преступлениям и кровопролитию. Милиция колонистов преграждает дорогу толпе золотоискателей, желающих разграбить Либерию. Неопытные милиционеры расстреливают толпу, что приводит Кау-джера к душевному надлому. Милиция прочёсывает остров и высылает всех проходимцев.
Однажды на остров прибывает военный отряд, правительство Чили требует долю от добычи золота. Однако солдаты и их предводитель попадают в ловушку диктатора. Тем не менее, уставший от власти Кау-Джер с позиции силы подписывает договор с Чили и, оставив на посту губернатора процветающей колонии своего воспитанника Дика, удаляется на остров Горн, где колонисты построили маяк, собираясь окончить там свои дни.

## Русские переводы
- Версия Мишеля Верна была переведена на русский язык В. Гинзбургом и была издана в 1967 году, в составе 9-го тома второй серии «Библиотеки приключений».
- Оригинальная версия романа вышла на русском языке в 2003 году в переводе Д. Литвинова и А. Москвина[5].

## Факты
- Возможным прототипом главного героя романа является эрцгерцог Австрии Иоганн Сальватор, он же Иоганн Орт[6]. Известно, что этот представитель династии Габсбургов после трагических событий в Майерлинге отказался от своего титула, покинул Европу и жил в районе Огненной Земли. На высокородное происхождение Кау-Джера прямо указывается в версии Мишеля Верна: «отпрыск правящей династии могущественной северной державы, предназначенный с самого рождения повелевать людьми, Кау-Джер вырос у подножия трона»[7]. Однако в оригинальном варианте тайна происхождения Кау-Джера не раскрыта.
- Первый иллюстратор романа Жорж Ру придал Кау-Джеру портретное сходство с Петром Кропоткиным[8][9].
- На развязку книги, возможно, оказал влияние политический роман Фенимора Купера «Кратер вулкана» (1847)[10].